# Biały Bór (województwo kujawsko-pomorskie)
Biały Bór – wieś w Polsce położona w województwie kujawsko-pomorskim, w powiecie grudziądzkim, w gminie Grudziądz. W miejscowości funkcjonuje kąpielisko.

## Podział administracyjny
W latach 1975–1998 miejscowość administracyjnie należała do województwa toruńskiego.

## Demografia
Według Narodowego Spisu Powszechnego (III 2011 r.) wieś liczyła 934 mieszkańców. Jest trzecią co do wielkości miejscowością gminy Grudziądz.

## Komunikacja publiczna
Komunikację do wsi zapewniają linie autobusowe powiatowego transportu publicznego, oraz linia autobusowa 10, która zawraca na pętli Müller / Fabryka Świec.